# Рущиця
Рущиця (хорв. Ruščica) — населений пункт у Хорватії, в Бродсько-Посавській жупанії у складі громади Клакар.

## Населення
Населення за даними перепису 2011 року становило 1135 осіб.
Динаміка чисельності населення поселення:

## Клімат
Середня річна температура становить 11,06 °C, середня максимальна – 25,42 °C, а середня мінімальна – -6,16 °C. Середня річна кількість опадів – 766 мм.
| Клімат поселення                              | Клімат поселення | Клімат поселення | Клімат поселення | Клімат поселення | Клімат поселення | Клімат поселення | Клімат поселення | Клімат поселення | Клімат поселення | Клімат поселення | Клімат поселення | Клімат поселення | Клімат поселення |
| Показник                                      | Січ.             | Лют.             | Бер.             | Квіт.            | Трав.            | Черв.            | Лип.             | Серп.            | Вер.             | Жовт.            | Лист.            | Груд.            |                  |
| Середній максимум, °C                         | 5,91             | 8,26             | 12,87            | 17,32            | 22,29            | 25,42            | 25,42            | 24,78            | 20,77            | 15,44            | 9,57             | 5,48             |                  |
| Середня температура, °C                       | −0,15            | 2,22             | 6,82             | 11,30            | 16,26            | 19,40            | 21,32            | 20,69            | 16,67            | 11,33            | 5,47             | 1,38             |                  |
| Середній мінімум, °C                          | −6,16            | −3,8             | 0,80             | 5,26             | 10,22            | 13,36            | 17,22            | 16,58            | 12,57            | 7,22             | 1,37             | −2,73            |                  |
| Норма опадів, мм                              | 49               | 51               | 46               | 56               | 71               | 97               | 66               | 59               | 53               | 72               | 81               | 65               |                  |
| Середньомісячна швидкість вітру, м/с          | 1.78             | 2.00             | 2.32             | 2.29             | 2.00             | 1.90             | 1.88             | 1.70             | 1.61             | 1.68             | 1.75             | 1.80             |                  |
| Середньомісячна сонячна радіація, кДж/м²·день | 4308             | 6966             | 10888            | 15285            | 19116            | 21184            | 22087            | 20601            | 14949            | 9226             | 4843             | 3577             |                  |
| --------------------------------------------- | ---------------- | ---------------- | ---------------- | ---------------- | ---------------- | ---------------- | ---------------- | ---------------- | ---------------- | ---------------- | ---------------- | ---------------- | ---------------- |
| Джерело:                                      |                  |                  |                  |                  |                  |                  |                  |                  |                  |                  |                  |                  |                  |